# Bösdorf (Holstein)
Bösdorf ist eine Gemeinde im Kreis Plön in Schleswig-Holstein.

## Geografie

### Geografische Lage
Das Gemeindegebiet von Bösdorf erstreckt sich östlich vom Großen Plöner- südlich vom Suhrer- und südwestlich vom Dieksee im Naturraum Ostholsteinisches Hügel- und Seenland (Haupteinheit Nr. 702).

### Ortsteile
Die Gemeinde gliedert sich in eine Vielzahl von Ortsteilen, auch als Wohnplätze bezeichnet werden. Im Gemeindegebiet liegen neben dem für die Gemeinde namenstiftenden Dorf auch die weiteren Dörfer Börnsdorf, Kleinmeinsdorf, Niederkleveez, Oberkleveez, Pfingstberg und Sandkaten, die Häusergruppen Dodau, Kleinmühlen, Schmeckenfeld und Stoßheck, die Gutssiedlungen Ruhleben und (teilweise) Waldshagen, die Hofsiedlungen Augstfelde, Friedrichshof,
ebenfalls die Einzelhaussiedlungen Hohenrade, Karlshof und Trollholm sowie Steinbusch.

### Nachbargemeinden
An das Gemeindegebiet von Bösdorf grenzen:
| Plön |                                             | Malente |
|      | Kompassrose, die auf Nachbargemeinden zeigt |         |
|      | Bosau                                       |         |

## Geschichte
Die Geschichte der einzelnen Dörfer, aus denen Bösdorf entstand, wie zum Beispiel des Gutes Ruhleben, lässt sich bis ins 13. Jahrhundert zurückverfolgen.
Im Jahre 1872 wurden die Landgemeinden Bösdorf, Hohenrade, Nieder-Kleveez und Ober-Kleveez zu einer neuen Landgemeinde Hohenrade, die noch im selben Jahr ihren Namen in Bösdorf änderte, zusammengefasst. Simultan wurde die Landgemeinde Friedrichsdorf in die Landgemeinde Meinsdorf eingegliedert. Anno 1885 wurde ein Teil des fiskalischen Gutsbezirks Plön nach Bösdorf eingemeindet.
Bei der Auflösung der Gutsbezirke 1928 wurden Teile des fiskalischen Gutsbezirks Plön nach Bösdorf und nach Meinsdorf eingegliedert.
Im Jahre 1929 wurde die Gemeinde Pfingstberg aus den Landgemeinden Augstfelde und Börnsdorf sowie aus Flurstücken der Landgemeinde Meinsdorf gebildet.
Im Jahre 1939 wurden die Gemeinden Meinsdorf und Pfingstberg aufgelöst und nach Bösdorf eingemeindet. Dabei wurden einige Flurstücke, wie schon 1937, an die Stadt Plön abgegeben.
Zum 1. Januar 2014 trat Bösdorf aus dem Amt Großer Plöner See aus und wird seitdem durch die Stadt Plön verwaltet.

## Politik

### Gemeindevertretung
- CDU: 6
- SPD: 3
- BfB: 4

Die Gemeindevertretung ist die kommunale Volksvertretung der Gemeinde Bösdorf. Über die Zusammensetzung entscheiden die Bürger alle fünf Jahre. Die letzte Kommunalwahl fand am 14. Mai 2023 statt. Diese führte bei einer Wahlbeteiligung von 56,2 % zu nebenstehender Zusammensetzung der Gemeindevertretung.

### Bürgermeister
Bürgermeister ist seit dem 15. Juni 2023 Georg Biss von der CDU. Erste stellv. Bürgermeisterin ist Regina Hornsmann (BfB) und zweiter stellv. Bürgermeister ist Ralf Loose (SPD).
Den Ausschussvorsitz für gesellschaftliche Angelegenheiten hält die BfB, den Vorsitz des Finanzausschusses besitzt die SPD und den Vorsitz des Bau-, Wege- und Umweltausschusse hält die CDU inne.

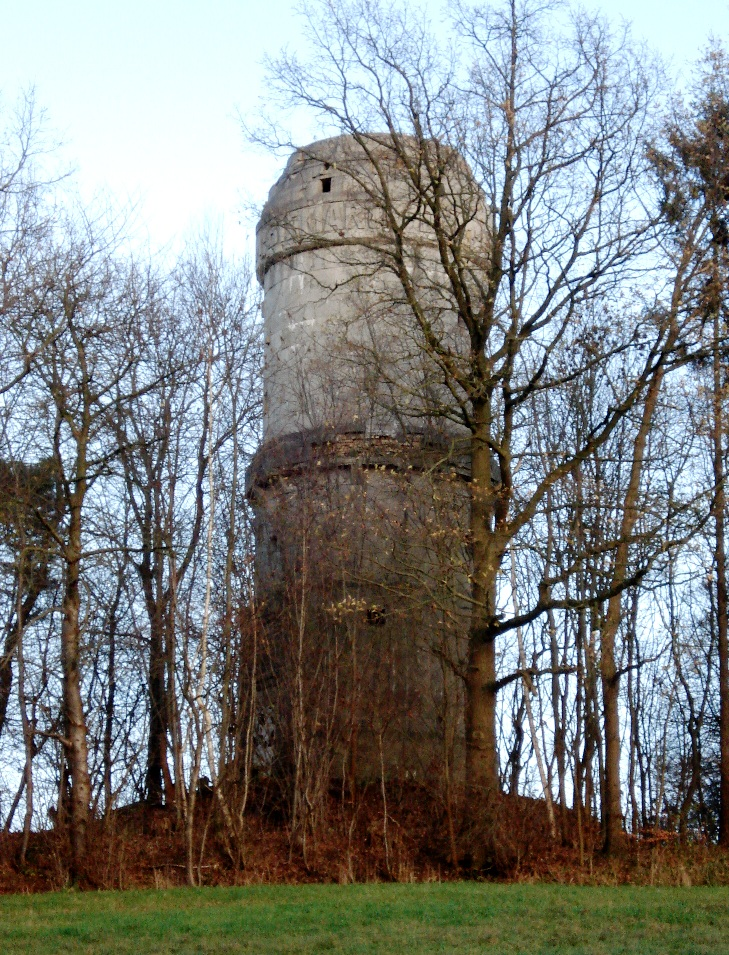
Bismarcksäule bei Waldshagen

### Wappen
Blasonierung: „Über rotem, von einem silbernen Wellenbalken abgeschlossenem Schildfuß, darin ein abwechselnd aus zwei Blättern und drei Eicheln bestehender silberner Eichenzweig, in Blau ein linksgewendeter silberner Räderpflug.“

## Wirtschaft und Infrastruktur

### Struktur/Unternehmen
Die Wirtschaft in Bösdorf ist überwiegend von der Urproduktion der Landwirtschaft geprägt. Die Zahl der landwirtschaftlichen Betriebe ist in den letzten Jahrzehnten im Zuge des landwirtschaftlichen Strukturwandels kontinuierlich gesunken. In der Gemeinde sind zwei Campingplätze und, östlich vom Vierer See gelegen, ein Golfplatz gelegen.

### Verkehr
Durch das Gemeindegebiet von Bösdorf verläuft die Bundesstraße 76 von Plön nach Eutin. Die Straße führt südlich des namenstiftenden Dorfes etwa 6 km östlich vom Stadtzentrum von Plön vorbei.

## Sehenswürdigkeiten
In der Liste der Kulturdenkmale in Bösdorf (Holstein) stehen die in der Denkmalliste des Landes Schleswig-Holstein eingetragenen Kulturdenkmale.
Sehenswert sind etwa die Bismarcksäule (Waldshagen) und die Bräutigamseiche im Dodauer Forst.

## Persönlichkeiten
- Heinrich Thiele (1902–1991), Chemiker, Professor für Kolloidchemie, lebte in Niederkleveez[8]